# جائزة فرنسا الكبرى 1967
جائزة فرنسا الكبرى 1967 هو سباق فورمولا 1 أقيم في لو مان، فرنسا. كان الخامس من أصل 11 في بطولة العالم لسباقات الفورمولا واحد موسم 1967. حلّ الأسترالي جاك برابهام أولا بينما جاء النيوزلندي ديني هولم في المركز الثاني وحصل على المركز الثالث البريطاني جاكي ستيورات.